# 남원 선원사 동종
남원 선원사 동종(南原 禪院寺 銅鐘)은 대한민국 전북특별자치도 남원시 도통동, 선원사에 있는 조선시대의 동종이다. 1973년 6월 23일 전라북도의 유형문화재 제25호로 지정되었다.

## 개요
전라북도 남원 선원사 대웅전 안에 있는 높이 66cm, 입 지름 47cm의 조선시대 범종이다.
종의 맨 위, 매다는 고리 역할을 하는 용뉴는 한 마리 용이 웅크리고 있는 모습인데, 세부적인 표현은 따로 만들어 붙여서 완성하였다. 종의 몸체는 먼저 4줄의 가로선을 그어 5구역으로 나누었다. 맨 위에는 작은 원 11개를 나열하고, 원 안에 범자를 1자씩 새겨 넣었다. 그 아래로는 보살상을 4곳에 두었고, 보살상 사이에 꽃과 덮개, 관(冠)을 불규칙하게 나열하였다.
가운데 가장 넓은 곳에는 4개의 사각형 모양의 유곽을 만들어 둘레를 파도무늬로 장식하였다. 아래 남은 3구역 중 가운데에는 연꽃과 덩굴무늬를 새기고 위와 아래에는 글자를 남겼다. 마멸이 심해 판독하기 힘들지만 "보현사중종(普賢寺中鐘)"이라는 종 이름이 새겨 있다.
만든 수법은 거칠지만 문양이 다채롭고, 특이한 모습을 보여 주고 있다.

## 같이 보기
- 선원사

## 참고 자료
- 선원사동종 - 국가유산청 국가유산포털